# Les Jours meilleurs
Albums de Maxime Le Forestier
Dans ces histoires...
(1981) After Shave
(1986)
Singles
1. La Salle des pas perdus
Sortie : 1983 (tirage promo.)
2. Les Jours meilleurs
Sortie : 1983

Les Jours meilleurs est le huitième album studio de Maxime Le Forestier, sorti le 25 octobre 1983 chez Polydor.

## Vue d'ensemble
Pour cet album, Maxime Le Forestier s'adjoint les services du compositeur Jean-Pierre Sabard, qui avait travaillé pour Serge Gainsbourg, et qui compose deux titres de l'album (Les Jours meilleurs, musique co-écrite avec Le Forestier et Coïncidences) et Jean-Pierre Kernoa qui compose un titre. L'album marque un tournant dans la carrière du chanteur, puisqu'il est entièrement enregistré avec des synthétiseurs analogiques. Toutefois, l'album sort dans l'indifférence générale de la part du public, en raison de ce changement radical de style musical.
En 1997, les titres Les Jours meilleurs et La Salle des pas perdus figureront sur le best-of Essentielles.

## Édition originale de l'album
- 25 octobre 1983 : Les Jours meilleurs, disque microsillon 33 tours/30cm, Polydor (LP 815 997-1)[4]

## Listes des chansons
| No | Titre                      | Paroles                                 | Musique                                | Durée |
| -- | -------------------------- | --------------------------------------- | -------------------------------------- | ----- |
| 1. | Les Jours meilleurs        | Maxime Le Forestier                     | Maxime Le Forestier, Jean-Pierre Sabar | 5:12  |
| 2. | Les Images                 | Maxime Le Forestier                     | Maxime Le Forestier                    | 4:18  |
| 3. | Coïncidences               | Maxime Le Forestier                     | Jean-Pierre Sabar                      | 3:00  |
| 4. | Shéhérazade et sa sœur     | Maxime Le Forestier                     | Jean-Pierre Sabar                      | 4:38  |
| 5. | La Salle des pas perdus    | Maxime Le Forestier                     | Maxime Le Forestier                    | 5:12  |
| 6. | Cap'tain Black             | Maxime Le Forestier                     | Maxime Le Forestier                    | 3:50  |
| 7. | Patineuse                  | Maxime Le Forestier                     | Maxime Le Forestier                    | 4:58  |
| 8. | Qui c'est l' type en noir? | Jean-Pierre Kernoa, Maxime Le Forestier | Maxime Le Forestier                    | 2:55  |

## Discographie liée à l'album

### Disques45 tours
Seul quatre titres issus de l'album furent exploitées sur single 45 tours, mais seul la chanson-titre a été publié dans le commerce. 
- 1983 : Polydor tirage promotionnel (815-704-7)[5]

Face 1 : La Salle des pas perdus
Face 2 : Shéhérazade et sa sœur
- 1983 : Polydor tirage promotionnel (817-197-7)[6]

Face 1 : Les jours meilleurs
Face 2 : Coïncidences
- 1983 : Polydor (817 228-7)[7]

Face 1 : Les jours meilleurs
Face 2 : Coïncidences

## Crédits
- Slim Pezin : guitares sur Les jours meilleurs
- Corinne Gorse : chœurs sur Coïncidences
- Georges Rodi : programmation et prise de son des synthétiseurs
- Jean-Pierre Sabar : arrangements et direction musicale
- Dominique Poncet, assisté de Jérôme Van Der Klugt au Studio des Dames: enregistrements directs et mixages
- Christian Orsini : gravure par Translab
- Yann Kersalé : conception de la pochette
- Jack Anaclet : photographies
- © 1983 Éditions Coïncidences - Production 1983 : Éditions Coïncidences /  Distribué par Polydor (France)